# Philoscia molisia
Philoscia molisia är en kräftdjursart som beskrevs av Karl Wilhelm Verhoeff1933. Philoscia molisia ingår i släktet Philoscia och familjen Philosciidae. Inga underarter finns listade i Catalogue of Life.